# ريان فيليب
ريان فيليب (بالإنجليزية: Ryan Phillippe)‏ مواليد 10 سبتمبر 1974 في ديلاوير، الولايات المتحدة، هو ممثل أمريكي بدأ مسيرته الفنية عام 1992.

## الأعمال

### أفلام
- أعرف ماذا فعلت الصيف الماضي

- اللعب عن ظهر قلب (فيلم) (الدور: كينان)
- تصادم (فيلم) (الدور: تومي هانسن)
- 2011: محامي اللينكولن

## الترشيحات والجوائز
| السنة | الحدث                       | الفئة              | النتيجة  |
| ----- | --------------------------- | ------------------ | -------- |
| 1999  | جائزة التوتة الذهبية        | أسوأ ممثل          | ترشـيـح  |
| 2000  | جوائز إم تي في للأفلام      | أفضل ممثل ذكر      | ترشـيـح  |
| 2002  | جوائز اختيار النقاد للأفلام | أفضل فرقة بالنيابة | فـــــوز |

## روابط خارجية
- ريان فيليب على موقع IMDb (الإنجليزية)
- ريان فيليب على موقع روتن توميتوز (الإنجليزية)
- ريان فيليب على موقع ألو سيني (الفرنسية)
- ريان فيليب على موقع ميوزك برينز (الإنجليزية)
- ريان فيليب على موقع تيرنر كلاسيك موفيز (الإنجليزية)
- ريان فيليب على موقع أول موفي (الإنجليزية)
- ريان فيليب على موقع بوكس أوفيس موجو (الإنجليزية)
- ريان فيليب على موقع قاعدة بيانات الأفلام السويدية (السويدية)
- ريان فيليب على موقع إن إن دي بي (الإنجليزية)
- ريان فيليب على موقع ديسكوغز (الإنجليزية)
- ريان فيليب على موقع قاعدة بيانات المصارعة على الإنترنت (الإنجليزية)